# Kollodium
Kollodium er en brændbar, sirupsagtig opløsning af nitrocellulose i ether og alkohol. Der er to grundlæggende typer: fleksibel og ikke-fleksibel. Den fleksible type bruges ofte som kirurgisk bandage eller til at holde bandager på plads. Når det males på huden, tørrer kollodiumet og danner en fleksibel nitrocellulosefilm. Selvom det oprindeligt er farveløst, misfarves det med tiden. Ikke-fleksibel kollodium bruges ofte i teater make-up. Kollodium var også grundlaget for de fleste vådpladefotografier, indtil det blev afløst af moderne gelatineemulsioner.

## Historie
I 1846 opdagede Louis-Nicolas Ménard og Florès Domonte, at cellulosenitrat kunne opløses i ether.  De udtænkte en blanding af ether som opløsningsmiddel og ethanol som et fortyndingsmiddel, der gjorde cellulosenitrat til en klar gelatinøs væske. Kollodium blev første gang brugt medicinsk som forbinding i 1847 af lægen John Parker Maynard fra Boston.   Opløsningen blev døbt "kollodium" (fra græsk κολλώδης ( kollodis ), klistret) af Dr. AA Gould fra Boston, Massachusetts. 

## Vådplade kollodium fotografering
I 1851 opdagede Frederick Scott Archer, en englænder, at kollodium kunne bruges som et alternativ til æggehvide (albumin) på fotografiske glasplader.  Kollodium reducerede den nødvendige eksponeringstid til at lave et billede. Denne metode blev kendt som den våde kollodiumproces. Kollodium var relativt kornfri og farveløs og muliggjorde en af de første højkvalitets duplikeringsprocesser, også kendt som negativer . Denne proces producerede også to typer positive : ambrotypi (også kendt som melainotypi og vitrotypi) og ferrotypi.
Processen krævede stor dygtighed og omfattede følgende trin:
- Rengøring af glaspladen (ekstremt godt)
- I lyset, hæld "saltet" ( iodid, bromid ) kollodium på glaspladen, vip den, så den når hvert hjørne. Det overskydende hældes tilbage i flasken.
- Tag pladen ind i et mørkekammer eller et orange telt (pladen er kun følsom over for blåt lys) og nedsænk pladen i et sølvnitrat sensibiliserende bad (i 3-5 minutter)
- Løft pladen ud af badet, dræn og tør bagsiden af, læg den i en pladeholder og beskyt den mod lys med et mørkt låg .
- Sæt pladeholderen i kameraet, åben det mørke låg og eksponer pladen (kan variere fra mindre end et sekund til flere minutter)
- Fremkald pladen (ved hjælp af en jernsulfatbaseret fremkalder)
- Fikser pladen (med kaliumcyanid eller natriumthiosulfat )

Alt dette blev gjort i løbet af få minutter, og nogle af trinene i (rødt) sikkert lys, hvilket betød, at fotografen måtte have kemikalierne og et bærbart mørkekammer med sig, uanset hvor han tog hen. Efter disse trin skulle pladen skylles i ferskvand. Til sidst blev pladen tørret og lakeret med en lak lavet af sandarak, alkohol og lavendelolie .
Mørke telte, der skulle bruges udendørs, bestod af et lille telt, der var bundet om livet på fotografen. Ellers brugtes en trillebør eller en hest og overdækket vogn.

## Tørre kollodiumplader
Richard Hill Norris, læge i medicin og professor i fysiologi ved Queen's College, Birmingham (et forgængerkollegium for Birmingham University ),  er generelt krediteret for den første udvikling af tør kollodiumplade, da han i 1856 tog et nyt patent på en tør plade brugt til fotografering, hvor emulsionen var belagt med gelatine eller gummi arabikum for at bevare dens følsomhed. En anden metode, der brugte tannin, opfundet af major C. Russell i 1861, fulgte, og i 1864 blandede WE Bolton og EJ Sayce sølvbromid med kollodium, så i midten af 1860'erne blev vådpladeprocessen udskiftet. 

## Medicinske anvendelser
- Mange vortefjernende præparater består af eddikesyre og salicylsyre i en acetone-kollodiumbase, der anvendes til behandling af vorter ved keratolyse.
- Nitrocellulose (pyroxylin) opløsning bruges også i flydende bandageprodukter.
- EEG-elektroder er almindeligvis fastgjort til patientens hovedbund med stiv kollodium til langtidsbehandling.

## Andre anvendelser
- Ikke-fleksibel kollodium bruges i teater makeup til forskellige effekter. Når det påføres huden, krymper det, når opløsningsmidlet (normalt æter eller alkohol) fordamper, hvilket forårsager rynker og bruges til at simulere alderdom eller ar.
- Kollodium bruges til rengøring af optik såsom teleskopspejle . Kollodium påføres overfladen af optikken, normalt i to eller flere lag. Nogle gange påføres et stykke tyndt klæde mellem lagene, for at holde kollodiumet sammen for nem fjernelse. Efter at kollodiumet tørrer og danner et solidt ark, der dækker optikken, pilles det forsigtigt væk og tager forurening med sig.
- Kollodium er en ren type pyroxylin, der bruges til at indlejre prøver, som vil blive undersøgt under et mikroskop .
- Mens han var i Paris, blev René Dagron bekendt med kollodium våd plade og kollodium-albumin tørpladeprocesserne, som han senere skulle tilpasse til hans mikrofilm og Stanhope produktionsteknikker.
- Kollodium blev brugt af Alfred Nobel i hans udvikling af sprænggelatine, en mere kraftfuld, fleksibel og vandafvisende variant af hans allerede vellykkede dynamit .
- Nogle typer neglelak indeholder også Kollodium. [8]